# DeAndre Daniels
DeAndre Martise Daniels (Los Angeles, 15 aprile 1992) è un cestista statunitense.

## Carriera
Dopo tre stagioni in NCAA con i Connecticut Huskies (vincendo il titolo NCAA 2014) viene scelto alla 37ª chiamata del Draft 2014 dai Toronto Raptors.

## Statistiche

### College
| Anno       | Squadra       | PG | PT | MP   | TC%  | 3P%  | TL%  | RP  | AP  | PRP | SP  | PP   |
| ---------- | ------------- | -- | -- | ---- | ---- | ---- | ---- | --- | --- | --- | --- | ---- |
| 2011-2012  | UConn Huskies | 31 | 12 | 12,1 | 34,1 | 24,0 | 80,0 | 2,1 | 0,5 | 0,4 | 0,6 | 3,0  |
| 2012-2013  | UConn Huskies | 30 | 30 | 29,2 | 46,8 | 30,9 | 70,5 | 5,5 | 0,7 | 0,8 | 1,5 | 12,1 |
| 2013-2014† | UConn Huskies | 38 | 38 | 29,0 | 46,9 | 41,7 | 78,7 | 6,0 | 0,4 | 0,7 | 1,4 | 13,1 |
| Carriera   | Carriera      | 99 | 80 | 23,8 | 45,4 | 34,9 | 75,2 | 4,6 | 0,5 | 0,6 | 1,2 | 9,6  |

## Palmarès
- Campione NCAA (2014)